# 土居聖真
土居 聖真（どい しょうま、1992年5月21日 - ）は、山形県山形市出身のプロサッカー選手。Jリーグ・モンテディオ山形所属。ポジションはミッドフィールダー（トップ下、サイドハーフ）、フォワード（センターフォワード、セカンドトップ）。元日本代表。

## 来歴

### 鹿島アントラーズ
中山町立長崎小学校を卒業後、地元を離れ鹿島アントラーズのジュニアユースへ加入。2011年、鹿島アントラーズユースからトップチームに昇格した。同期は柴崎岳、梅鉢貴秀、昌子源。2013年9月21日、ジュビロ磐田戦でプロ初ゴール。2014年はトップ下のポジションに完全に定着し、リーグ戦では自身最多の8ゴールをあげた。
2015年からは小笠原満男や野沢拓也がつけていた伝統の8番を背負う。2月25日、AFCチャンピオンズリーグ2015のウェスタン・シドニー・ワンダラーズ戦でACL初ゴールをあげた。同年の石井正忠監督就任後はフォーメーションの4-4-2への変更に伴い、FWでの起用が多くなっている。
2016年6月25日のアビスパ福岡戦では2トップとして先発し、1stステージ優勝を決定づける2点目を決めて優勝に貢献した。12月29日、天皇杯・準決勝の横浜F・マリノスでは先制ゴールを決めて決勝進出に貢献した。FIFAクラブワールドカップでは3試合に出場し、1得点3アシストの活躍を見せた。
2017年4月1日、第5節の大宮アルディージャ戦では決勝点を決めて、首位に並ぶ4連勝に貢献した。
2021年、相馬直樹監督交代後の鹿島アントラーズでは相手チームのDFとの駆け引きの巧さを評価され、センターFWのポジションでの起用が多くなっている(ゼロトップ)。Jリーグ開幕日から29年目を数える5月15日の第14節の横浜FM戦では、上記のFW起用にてPKを含む初のハットトリックを決めた。鹿島のホームゲームで鹿島の選手がハットトリックを決めた事例は、2012年10月6日に行われた第28節の対FC東京戦でセルジオ・ドゥトラ・ジュニオールが決めて以来、9年ぶりのことであった。
2022年以降は出場機会が減少し、2024年は夏までに先発が僅か3試合にとどまった。

### モンテディオ山形
2024年7月25日、ジュニアユースから含めて約20年を過ごした鹿島を離れ、出身地の山形県をホームタウンとするモンテディオ山形へ完全移籍で加入した。モンテディオ山形からのオファーは代理人を通し数年前からあったという。デビュー戦となったJ2第25節・ファジアーノ岡山FC戦で初ゴールを記録した。

### 日本代表
2017年12月7日、清武弘嗣が脳震盪で離脱したためEAFF E-1フットボールチャンピオンシップ2017に向けた日本代表に追加招集され、これがA代表初選出となった。土居は自身の結婚式の準備中であり、ヴァイッド・ハリルホジッチ監督は「彼には本当に申し訳ないんですけど、結婚式を準備していたようで。結婚式は取りやめなくていいので、何日か来てくれと言わなければいけない」と明かした。12月12日、中国戦で代表デビューを果たした。

## 人物
- 2017年、リクルートライフスタイルとJリーグが主催する「Jマジ!」の企画イケメンJリーガー選手権の第4回で優勝した。前回、前々回を当時鹿島所属の柴崎岳が優勝していたため鹿島はクラブとして3連覇を達成した[11]。
- 2017年6月7日、一般女性と結婚したことが発表された。
- 2020年7月29日、サッカーダイジェスト誌のインタビューにて日本代表で活躍した柿谷曜一朗は「天才」を挙げるなら、という質問内容に（小野伸二とイニエスタは別格として）ランキングの1位に土居聖真を挙げた。理由は「テクニックが素晴らしいし、特別なセンスがある。鹿島の試合を観ていて、ボールが渡ると思わず『おっ』って前のめりになる。ところどころで唸るようなプレーを見せてくれるのがたまらない」と話した。ちなみに2019年のベストプレーヤーアンケートでも土居を選出している[12]。

## 所属クラブ
- OSAフォルトナ山形FC（中山町立長崎小学校）
- 2005年 - 2007年 鹿島アントラーズジュニアユース（鹿嶋市立平井中学校）
- 2008年 - 2010年 鹿島アントラーズユース（鹿島学園高等学校）
- 2011年 - 2024年7月  鹿島アントラーズ
- 2024年7月 -  モンテディオ山形

## 個人成績
| 国内大会個人成績 | 国内大会個人成績 | 国内大会個人成績 | 国内大会個人成績 | 国内大会個人成績 | 国内大会個人成績 | 国内大会個人成績 | 国内大会個人成績 | 国内大会個人成績 | 国内大会個人成績 | 国内大会個人成績 | 国内大会個人成績 |
| 年度             | クラブ           | 背番号           | リーグ           | リーグ戦         | リーグ戦         | リーグ杯         | リーグ杯         | オープン杯       | オープン杯       | 期間通算         | 期間通算         |
| 年度             | クラブ           | 背番号           | リーグ           | 出場             | 得点             | 出場             | 得点             | 出場             | 得点             | 出場             | 得点             |
| 日本             | 日本             | 日本             | 日本             | リーグ戦         | リーグ戦         | リーグ杯         | リーグ杯         | 天皇杯           | 天皇杯           | 期間通算         | 期間通算         |
| ---------------- | ---------------- | ---------------- | ---------------- | ---------------- | ---------------- | ---------------- | ---------------- | ---------------- | ---------------- | ---------------- | ---------------- |
| 2011             | 鹿島             | 28               | J1               | 2                | 0                | 0                | 0                | 0                | 0                | 2                | 0                |
| 2012             | 鹿島             | 28               | J1               | 4                | 0                | 2                | 0                | 2                | 0                | 8                | 0                |
| 2013             | 鹿島             | 28               | J1               | 15               | 2                | 1                | 0                | 2                | 0                | 18               | 2                |
| 2014             | 鹿島             | 28               | J1               | 34               | 8                | 6                | 1                | 1                | 0                | 41               | 9                |
| 2015             | 鹿島             | 8                | J1               | 28               | 6                | 2                | 0                | 1                | 0                | 31               | 6                |
| 2016             | 鹿島             | 8                | J1               | 30               | 8                | 5                | 1                | 5                | 1                | 40               | 10               |
| 2017             | 鹿島             | 8                | J1               | 33               | 3                | 2                | 1                | 3                | 1                | 38               | 5                |
| 2018             | 鹿島             | 8                | J1               | 29               | 5                | 4                | 1                | 5                | 3                | 38               | 9                |
| 2019             | 鹿島             | 8                | J1               | 32               | 5                | 4                | 1                | 4                | 1                | 40               | 7                |
| 2020             | 鹿島             | 8                | J1               | 31               | 6                | 2                | 0                | -                | -                | 33               | 6                |
| 2021             | 鹿島             | 8                | J1               | 36               | 6                | 6                | 0                | 3                | 0                | 45               | 6                |
| 2022             | 鹿島             | 8                | J1               | 23               | 1                | 7                | 2                | 5                | 0                | 35               | 3                |
| 2023             | 鹿島             | 8                | J1               | 24               | 2                | 7                | 0                | 2                | 0                | 33               | 2                |
| 2024             | 鹿島             | 8                | J1               | 11               | 0                | 1                | 0                | 1                | 0                | 13               | 0                |
| 2024             | 山形             | 88               | J2               | 14               | 5                | -                | -                | -                | -                | 14               | 5                |
| 2025             | 山形             | 88               | J2               |                  |                  |                  |                  |                  |                  |                  |                  |
| 通算             | 日本             | 日本             | J1               | 332              | 52               | 49               | 7                | 34               | 6                | 415              | 65               |
| 通算             | 日本             | 日本             | J2               | 14               | 5                | -                | -                | -                | -                | 14               | 5                |
| 総通算           | 総通算           | 総通算           | 総通算           | 346              | 57               | 49               | 7                | 34               | 6                | 429              | 70               |

| 国際大会個人成績 | 国際大会個人成績 | 国際大会個人成績 | 国際大会個人成績 | 国際大会個人成績 | FIFA      | FIFA      |
| 年度             | クラブ           | 背番号           | 出場             | 得点             | 出場      | 得点      |
| AFC              | AFC              | AFC              | ACL              | ACL              | クラブW杯 | クラブW杯 |
| ---------------- | ---------------- | ---------------- | ---------------- | ---------------- | --------- | --------- |
| 2011             | 鹿島             | 28               | 0                | 0                | -         | -         |
| 2015             | 鹿島             | 8                | 6                | 3                | -         | -         |
| 2016             | 鹿島             | 8                | -                | -                | 4         | 1         |
| 2017             | 鹿島             | 8                | 7                | 0                | -         | -         |
| 2018             | 鹿島             | 8                | 13               | 3                | 3         | 1         |
| 2019             | 鹿島             | 8                | 8                | 2                | -         | -         |
| 通算             |                  |                  | 34               | 8                | 7         | 2         |

出典：“Soccer D.B.”. 2017年1月12日閲覧。
その他の国内大会
- 2016年
  - Jリーグチャンピオンシップ 3試合0得点
- 2017年
  - FUJI XEROX SUPER CUP 1試合0得点
- 2024年
  - J1昇格プレーオフ 1試合0得点

その他の国際公式戦
- 2013年
  - スルガ銀行チャンピオンシップ 1試合0得点
- 2016年
  - スルガ銀行チャンピオンシップ 1試合0得点
- 2019年
  - AFCチャンピオンズリーグ2019・プレーオフ 1試合0得点
- 2020年
  - AFCチャンピオンズリーグ2020・プレーオフ 1試合0得点

出場歴
- Jリーグ初出場 - 2011年11月26日 J1第33節 対清水エスパルス戦（カシマスタジアム）
- Jリーグ初得点 - 2013年9月21日 J1第26節 対ジュビロ磐田戦（ヤマハスタジアム）

## タイトル

### クラブ
鹿島アントラーズ
- ヤマザキナビスコカップ：3回（2011年、2012年、2015年）
- スルガ銀行チャンピオンシップ：2回（2012年、2013年）
- J1リーグ：1回（2016年）
- 天皇杯全日本サッカー選手権大会：1回（2016年）
- FUJI XEROX SUPER CUP：1回（2017年）
- AFCチャンピオンズリーグ：1回（2018年）

### 個人
- Jリーグ・優秀選手賞（2019年）
- 明治安田J2リーグ月間MVP（2024年8月）[13]

## 代表歴

### 出場大会
- U-16日本代表
  - 2007年 AFC U-17選手権2006予選
- U-17日本代表
- 日本代表
  - 2017年 - EAFF E-1フットボールチャンピオンシップ2017

### 試合数
- 国際Aマッチ 2試合 0得点（2017年）

| 日本代表 | 国際Aマッチ | 国際Aマッチ |
| 年       | 出場        | 得点        |
| -------- | ----------- | ----------- |
| 2017     | 2           | 0           |
| 通算     | 2           | 0           |

### 出場
| No. | 開催日         | 開催都市 | スタジアム       | 対戦国 | 結果 | 監督           | 大会                       |
| --- | -------------- | -------- | ---------------- | ------ | ---- | -------------- | -------------------------- |
| 1.  | 2017年12月12日 | 東京     | 味の素スタジアム | 中国   | ○2-1 | ハリルホジッチ | EAFF E-1サッカー選手権2017 |
| 2.  | 2017年12月16日 | 東京     | 味の素スタジアム | 韓国   | ●1-4 | ハリルホジッチ | EAFF E-1サッカー選手権2017 |